# Nikolái Kochin
Nikolái Yevgráfovich Kochin (en ruso: Николай Евграфович Кочин) (San Petersburgo, 19 de mayo de 1901 — Moscú, 31 de diciembre de 1944) fue un matemático ruso. Se dedicó a la matemática aplicada, con énfasis en mecánica de los fluidos y gases.

## Vida
Graduado en matemática por la Universidad de San Petersburgo, en 1923, donde enseñó matemática y mecánica, de 1924 a 1934.
En 1928 pasó un semestre en Gotinga, donde ayudó a George Gamov a resolver el problema de la emisión alfa por el Efecto túnel.
Fue profesor de matemática y mecánica en la Universidad Estatal de Moscú, desde 1934 hasta fallecer. Fue director de la sección de mecánica del Instituto de Mecánica de la Academia de Ciencias de Rusia, de 1939 a 1944.

## Obras
- (con I. A. Kibel y N. V. Roze) Theoretical hydromechanics. Traducido de la 5ª edición rusa por D. Boyanovitch. Editado por J. R. M. Radok. Nueva York: Interscience Publishers, 1965
- On the instability of von Karman vortex streets. Comptes Rendus de la Academia de Ciencias de la URSS, 24:19-23, 1939

"Calculo vectorial y principios del calculo tensorial" Editorial: Redacción de literatura teórico técnica de Leningrado. 454 Pag. Sexta edición  1938